# 大水窟 (基隆市)
大水窟，是臺灣基隆市信義區的一個地名，位於該西南部，範圍大致包括智誠里南部、東明里南端凸出部分、東安里南部。

## 歷史
台灣清治末期，大水窟地區為一街庄，稱為「大水窟庄」，隸屬於基隆堡。該庄北與田藔港庄為鄰，東與深澳坑庄、四腳亭庄為鄰，南邊為大坑埔庄、碇內庄，西邊為石硬港庄。
1901年（日治明治三十四年）11月，該庄隸屬於基隆廳，編入第一區。1905年（明治三十八年）7月，第一區、第二區合併為「基隆區」。1920年（大正九年），該庄改制為「大水窟」大字，隸屬於臺北州基隆郡基隆街。1924年10月，基隆街升格為州轄基隆市。1931年基隆市實施「町名改正」，本地區仍維持大字。
戰後基隆市改制為省轄市，本地區編入第二區，大字改制為里。1946年，第二區改稱信義區，本地區仍屬之。

## 文化資產
- 靈泉禪寺：佛殿、靈泉三塔、開山堂（歷史建築）